# 프렌즈 (텔레비전 프로그램)
《프렌즈》는 대한민국의 채널A에 방송됐던 텔레비전 예능 프로그램이다.

## 기획 의도
독특한 직업과 라이프 스타일을 가진 프렌즈의 일상과 우정, 연애 이야기를 담은 리얼 청춘 일기다.

## 방송 일정
| 방송 채널 | 방송 기간                         | 방송 시간                            | 비고 |
| --------- | --------------------------------- | ------------------------------------ | ---- |
| 채널A     | 2021년 2월 17일 ~ 2021년 5월 12일 | 매주 수요일 밤 10시 30분 ~ 12시 20분 |      |

## 출연진

### 고정 출연자
- 이상민 - 메인 MC
- 김희철
- 신동
- 승희

### VCR 출연자
- 김도균
- 정재호
- 오영주
- 김장미
- 정의동
- 이가흔
- 박지현
- 서민재

## 같이 보기
- 하트시그널